# Вамвакија
Вамвакија (грч. Βαμβακιά) је насељено место у општини Бешичко Језеро у периферији Средишња Македонија, Грчка. Према попису из 2021. године било је 150 становника.
Према бугарском географу и историчару, Василу Канчову, у Вамвакији је 1900. године живело 100 Грка. На попису из 1928. године Вамвакија је грчко избегличко село са 151 становником.